# Зелёная мечеть
Зелёная мечеть (тур. Yeşil Cami) — турецкая мечеть в Бурсе, построенная в XV веке. Мечеть является частью комплекса, включающего в себя также усыпальницу, медресе и богадельню. 
Зелёная мечеть — самая декорированная мечеть Бурсы. Фасад сделан из белого мрамора, а молитвенный зал облицован великолепным зелёным фаянсом. Резьба по мрамору, украшающая центральный портал и окна, принадлежит к шедеврам османского искусства. В помещении перед главным залом, увенчанном двумя куполами, находится бассейн с мраморным фонтаном. Стены внутренних помещений мечети украшены изразцами синего, зелёного, голубого, бирюзового и лазурного цветов, перемежающихся белыми буквами арабской вязи.
«По-новому решено и внутреннее оформление. Отверстие в широком и низком куполе и небольшие окна освещают расположенный в центре бассейн с фонтаном, стены, сплошь выложенные зелёными глазурованными плитками (поэтому мечеть и названа Зелёной), и фриз с арабскими надписями. Своеобразные призматические украшения — „сталактиты“ смягчают переходы стен в своды, расписанные тонким растительным орнаментом. Резные деревянные двери, мраморные колонны, оконные витражи, цветные изразцы, исполненные с редким мастерством, усиливают художественное звучание этого памятника.
Изразцы были изготовлены мастерами — выходцами из Тебриза, и в частности Мухаммедом аль-Маджнуном. Деревянные двери покрыл резьбой другой тебризец — Али ибн Хаджи Ахмед, а «украшение сего священного здания было завершено рукой смиренного Ильяса Али к последнему дню рамазана 817 г.» (то есть 1423 г.)»